# Самара (притока Дніпра)
Сама́ра, або Самарь (заст. укр. Самарь, Самаръ, Самар) — річка в Україні, в межах Донецької, Харківської та Дніпропетровської областей. Ліва притока Дніпра (басейн Чорного моря).

## Опис
Загальна довжина річки — 311 км, площа басейну — 22660 км², похил річки — 0,33 м/км. Долина трапецієподібна, асиметрична, на окремих ділянках неясно виражена, її ширина зростає від 2,5—3 до 12 км. Ширина річища до впадіння річки Вовчої 15—40 м, нижче — 40—80 м, найбільша — 300 м. Пригирлова ділянка Самари затоплена водами водосховища — озера Самарська Затока (до 2015 р. — озеро імені Леніна). Заплава двостороння, переважна ширина 3—4 км (максимальна 6 км); є стариці. Живлення переважно снігове; замерзає в грудні, скресає у березні.
Мінералізація води Самари висока — в середньому за багаторіччя становить: весняна повінь — 1750 мг/дм³; літньо-осіння межень — 2135 мг/дм³; зимова межень — 2447 мг/дм³.
Використовується для водопостачання і зрошення. Споруджено чимало ставків (у верхній течії). У пониззі — судноплавна.

## Розташування
Самара бере початок на західних схилах Донецького кряжу, в селі Мар'ївка. Далі тече Придніпровською низовиною переважно на захід. Впадає до Дніпра (у Дніпровське водосховище), в межах міста Дніпра.

## Назва
Русам річка була відома під назвою Снопород.
Українські і козацькі джерела позначають річку як Самарь (заст. укр. Самарь, Самаръ, Самар), Самара.

## Притоки

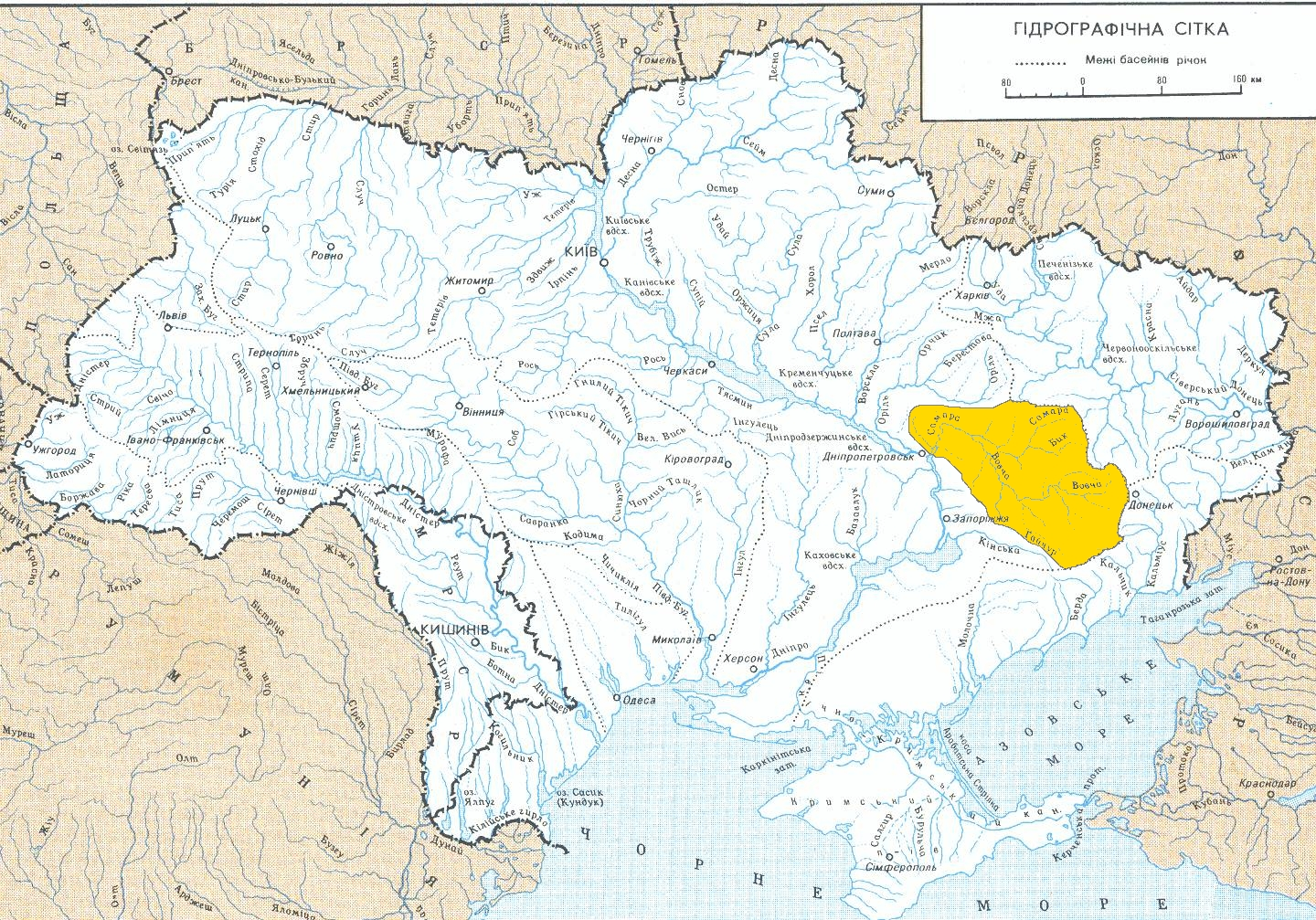
Басейн річки Самара на гідрографічній мапі України

Найбільші притоки Самари: Вовча (323 км), Бик (101 км) та Тернівка (80 км).
Праві:
Опалиха, Тернівка, Свідівок (Свідовок), Мала Тернівка, В'язовок, Бобрівка, Вільнянка, Кільчень, Кримка.
Ліві:
Водяна, Гнилуша, Бик, Лозова, Чаплина, Суха Чаплина, Гніздка, Кочерга, Вовча, Піщана, Підпільна, Татарка та Маячка.

## Дельта річки
У 1934 році, до спорудження Дніпровської ГЕС Самара при впадінні у річку Дніпро мала досить розгалужену дельту з численними протоками та заплавними озерами, що були затоплені водами Самарської затоки. Залишок дельти — ліва протока Шиянка, що утворювала Ігренський острів, була засипана відходами Придніпровської ТЕС у 1950-ті роки.

## Населені пункти
Над Самарою розташовані:
- міста: Тернівка (західний край), Павлоград (північні райони), Самар (також Кулебівка), Підгородне (східний край), Дніпро (північно-східні райони)
- селища: Олександрівка, Петропавлівка, Зарічне, Черкаське
- села: Хороше, Самарське, Маломиколаївка, Миколаївка, Дмитрівка, Богуслав, Вербки, В'язовік, Василівка, Вільне, Хащеве, Орлівщина, Піщанка, Новоселівка, Олександрівка.

## Забруднення річки
Найхарактернішим забрудненням Самари є висока мінералізація її води, яка зумовлена скидом високомінералізованих шахтних вод Донецької області та ДХК «Павлоградвугілля». Високе значення сухого залишку (1790—3936 мг/дм³), вмісту хлоридів (240—783 мг/дм³) та сульфатів (652—1590 мг/дм³) спостерігається по всій течії річки від створу на кордоні області до гирла, незначні коливання якого залежать від періодичних скидів шахтних вод ДКХ «Павлоградвугілля» по балках Косьмінна та Свідовок.
Для всіх створів річки Самара характерні високі значення ХСК, забруднення води завислими речовинами, залізом, нафтопродуктами, марганцем, нікелем, кобальтом, кадмієм. У деяких створах Самари відзначають підвищений вміст нітритів та амонію. Лише за незначною кількістю показників (нітратів, фосфатів, цинку, СПАР) якість води річки відповідає нормативам ГДК для водойм культурно-побутового та рибогосподарського водокористування.

## Галерея

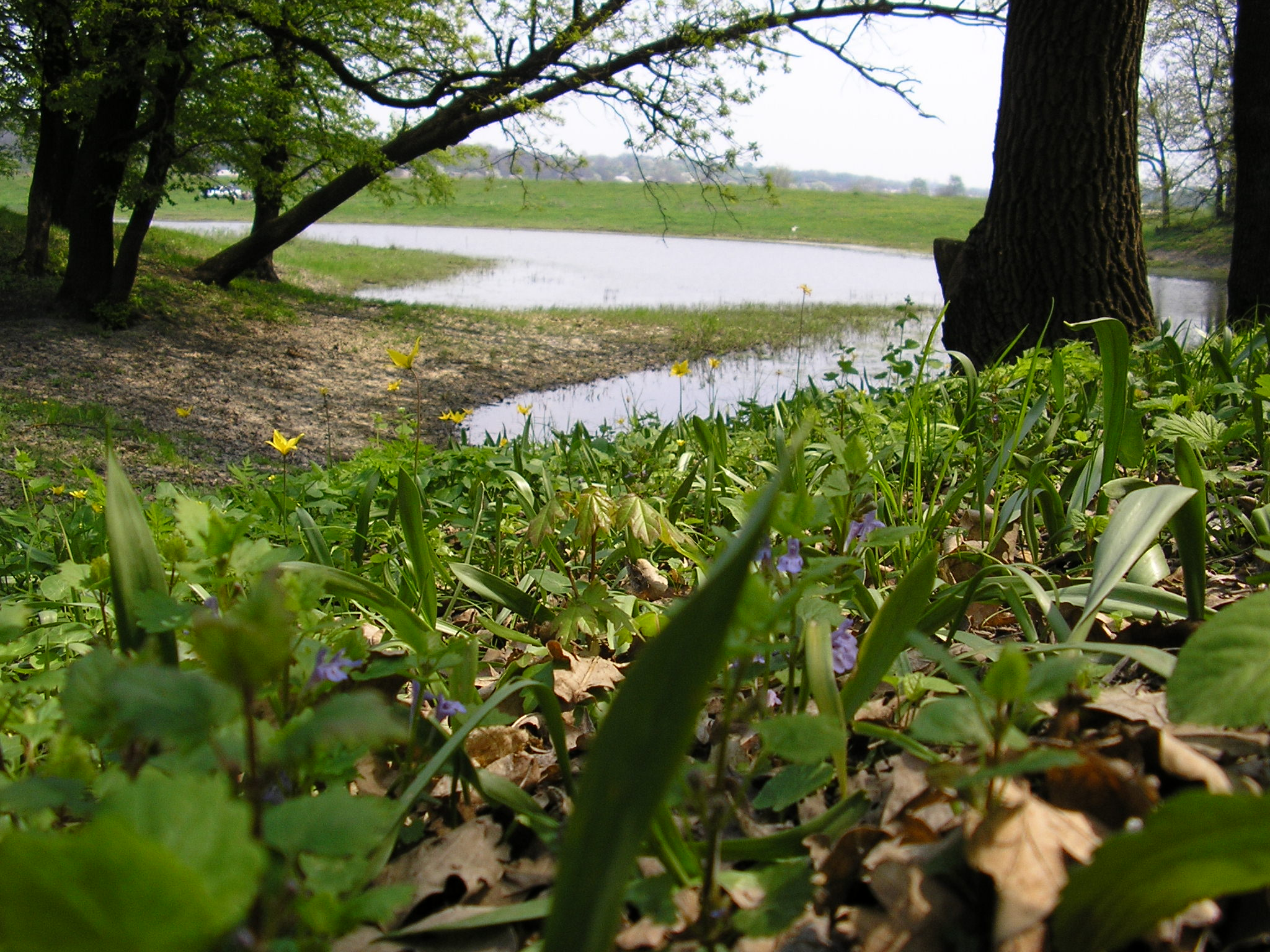
Весна. Лісові первоцвіти
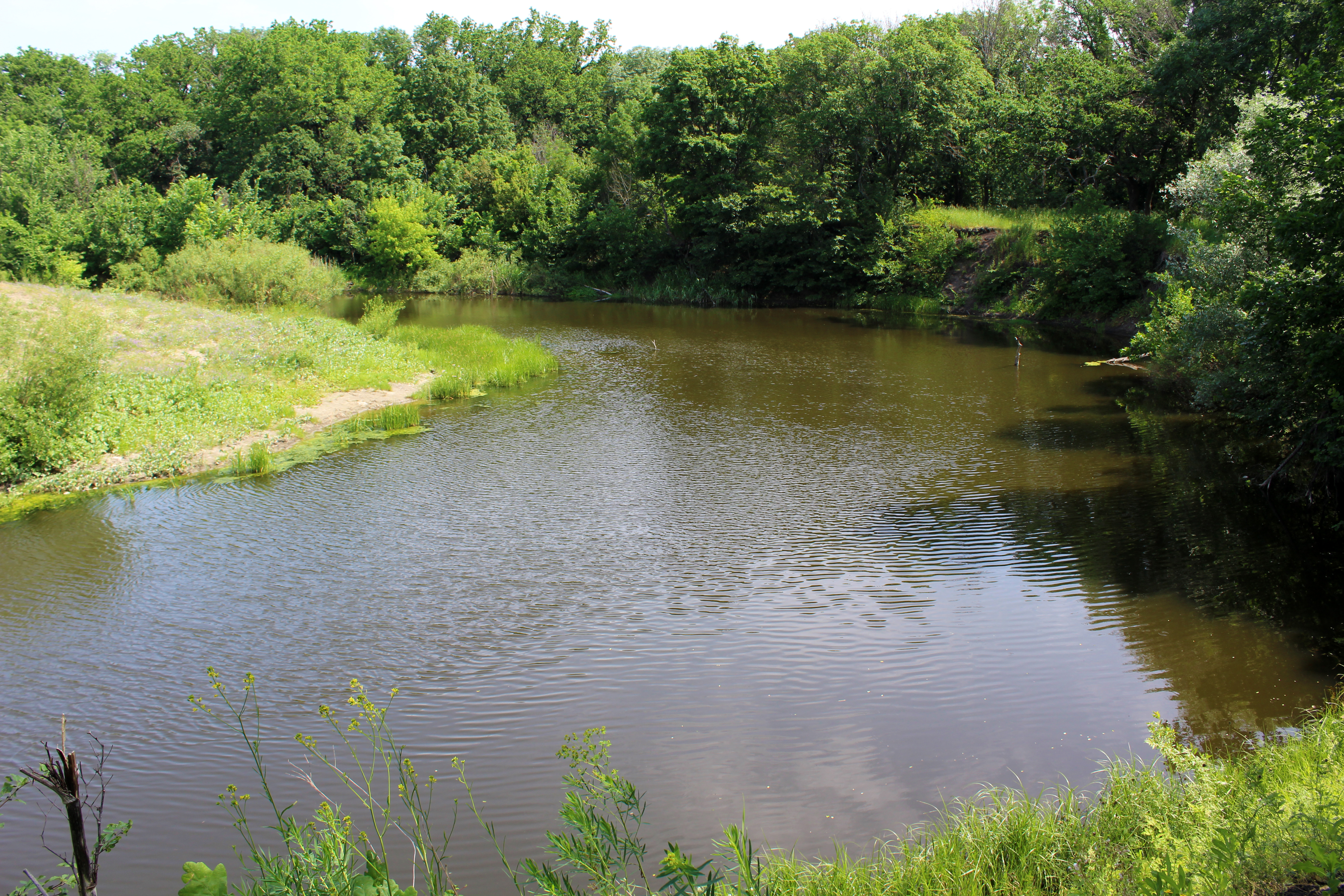
На Самарі в червні
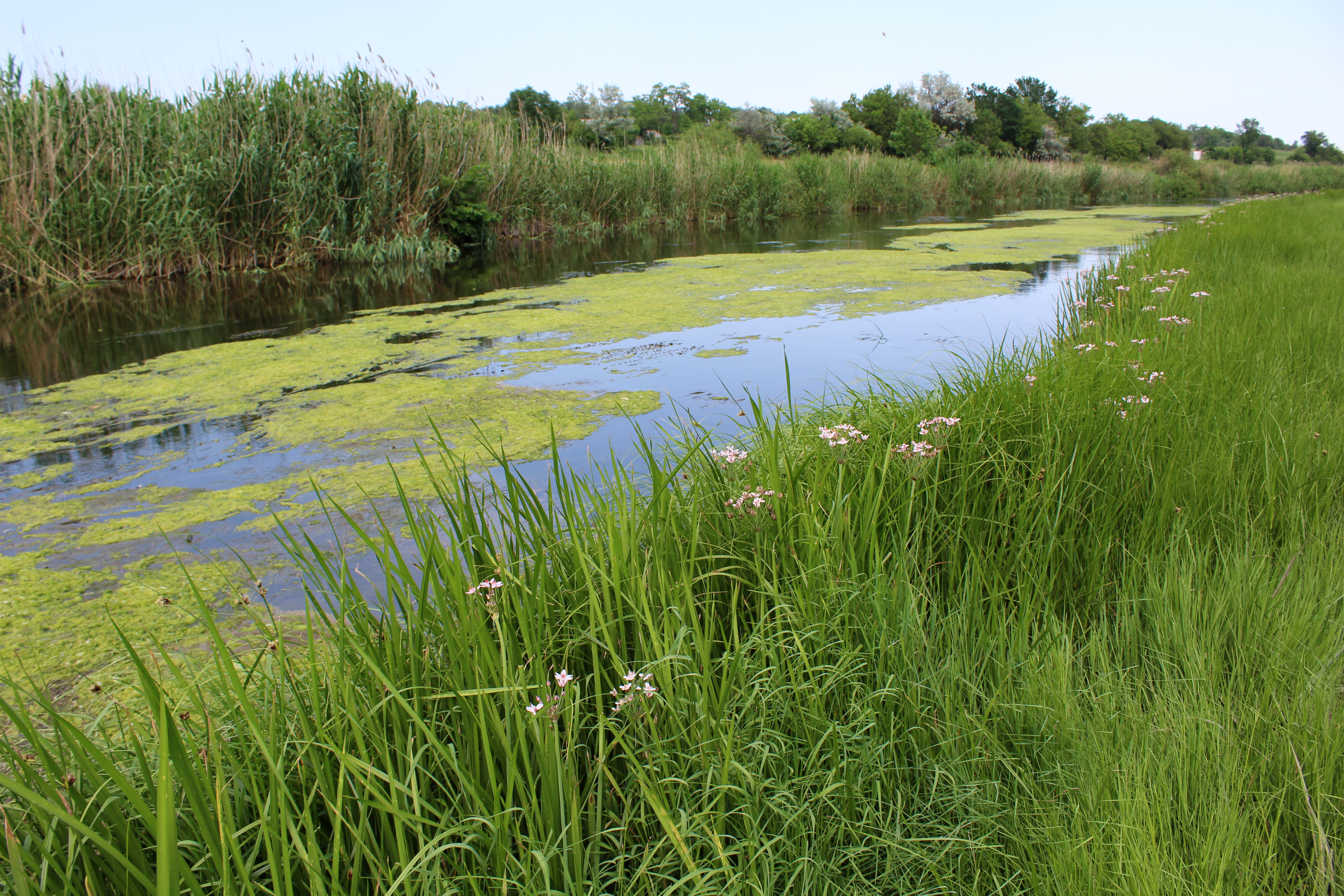
Самарські плавні
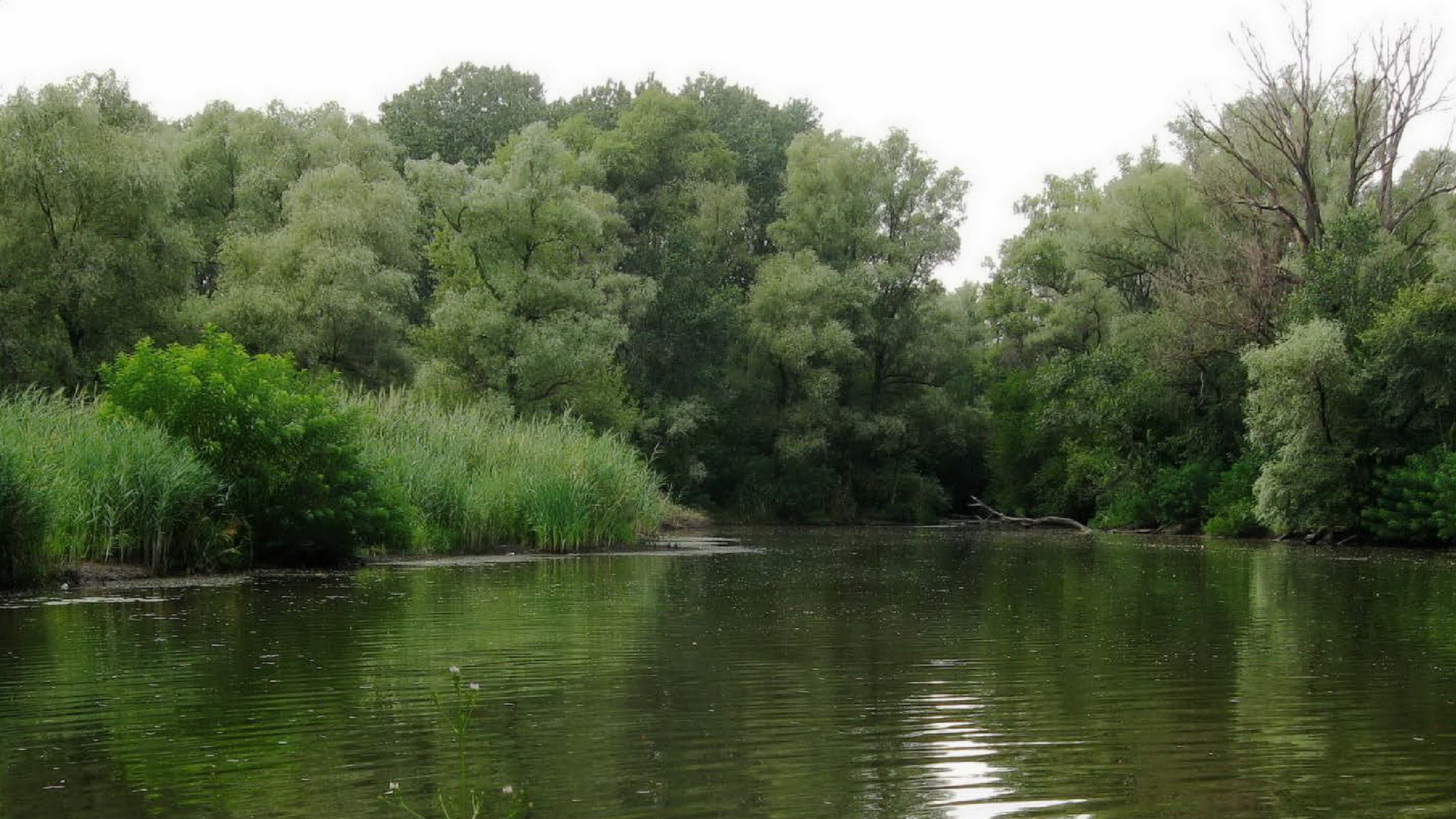
Заплавне озеро
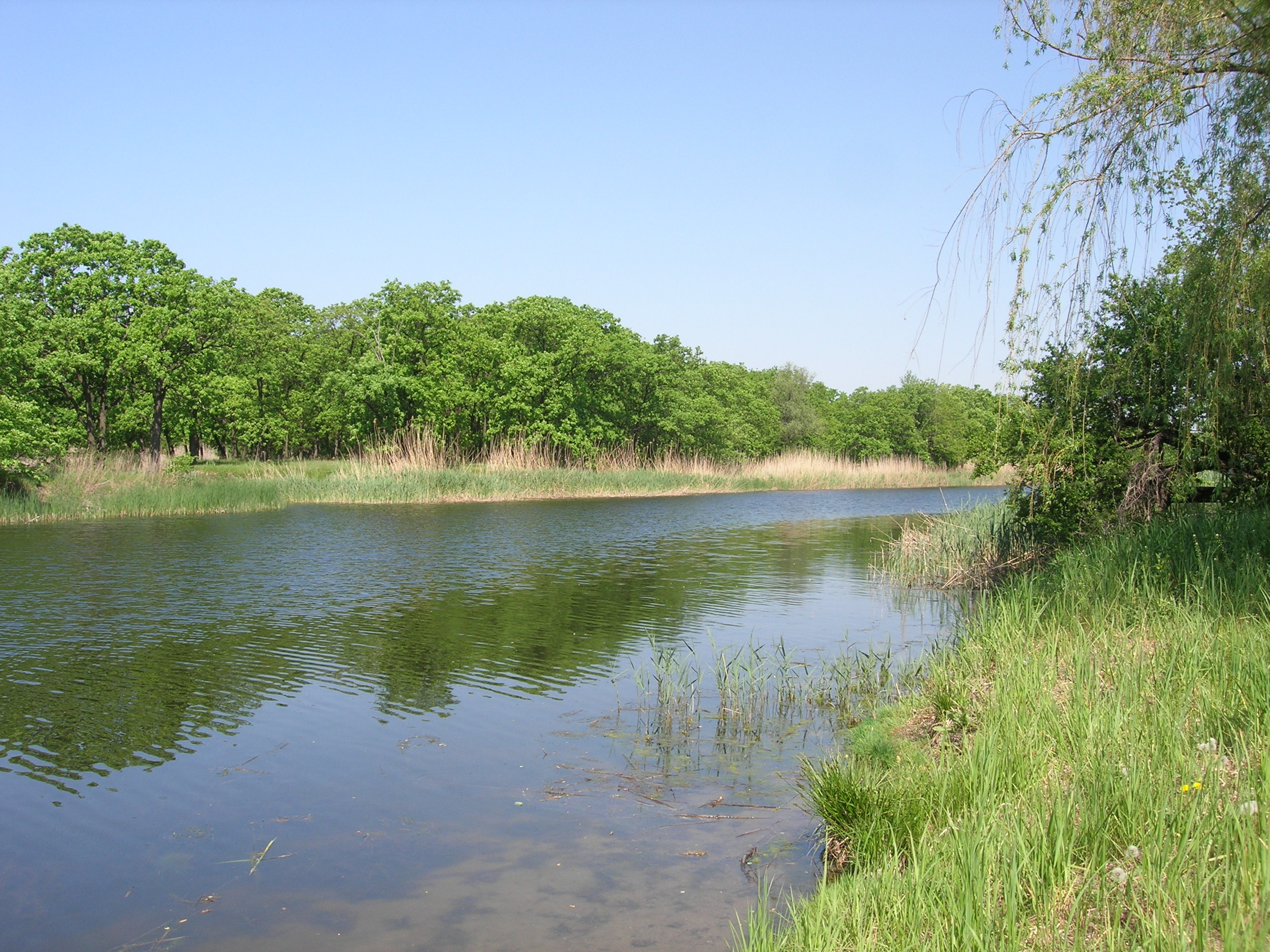
Пониззя Самари
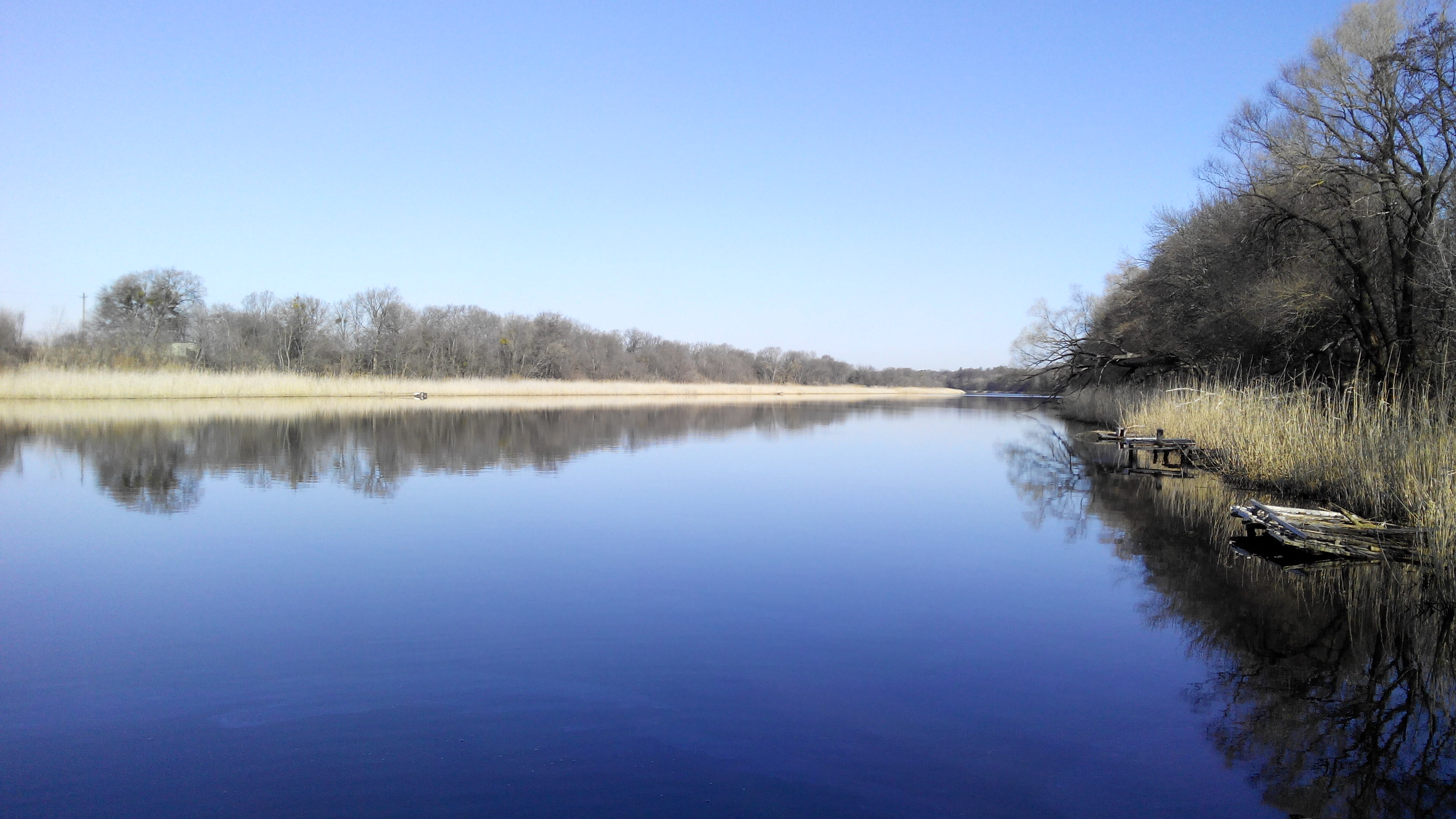
Поблизу містечка Черкаське
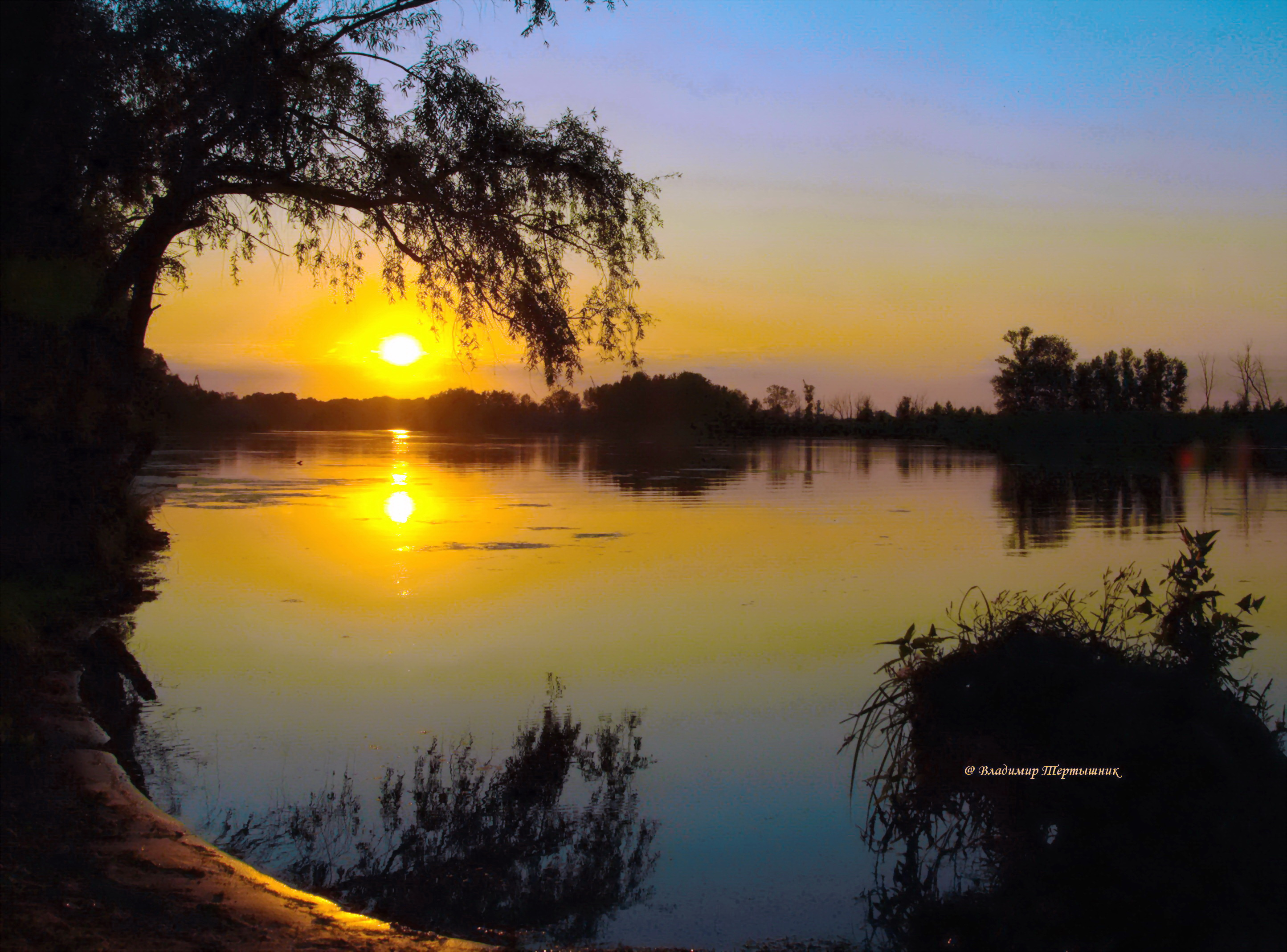
Літній вечір на Самарі
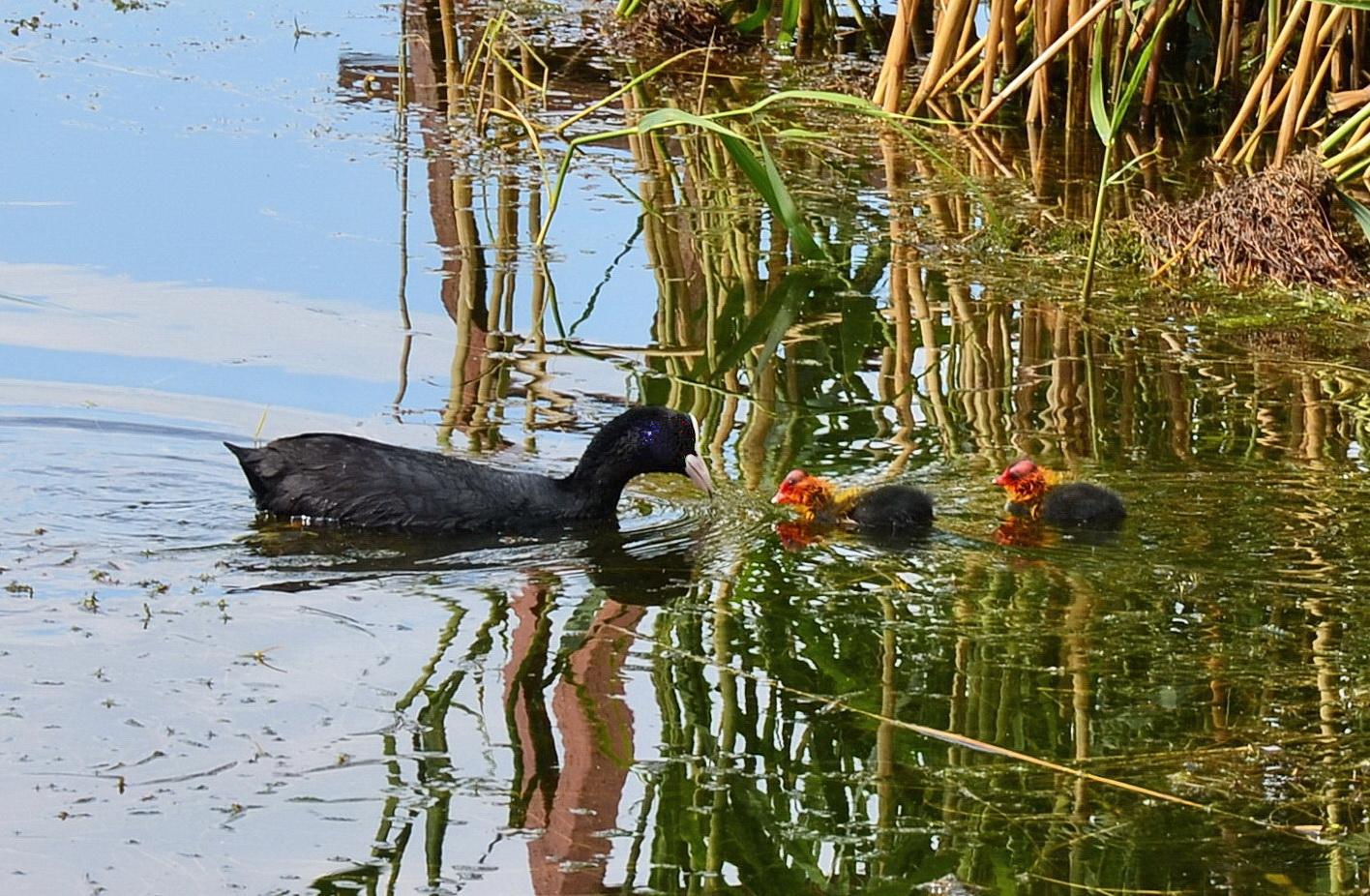
Сімейство водоплаваючих на Самарі